# Guy Rottier
Pour les articles homonymes, voir Rottier (homonymie).
Guy Rottier est  un ingénieur et architecte, né Willem Frederik Rottier le 16 juillet 1922 à Sumatra (Indes orientales néerlandaises) et décédé le 9 juin 2013 à Nice. 

## Biographie
Il collabore avec Le Corbusier pendant trois ans pour l'Unité d'habitation à Marseille. Dans les années 1960, Guy Rottier, architecte urbaniste et ancien collaborateur de Le Corbusier, s'intéresse à l'urbanisation galopante des zones touristiques. Il conçoit des maisons de petit format, parfois en carton et jetables afin de lutter contre la construction de pavillons occupés seulement le temps des vacances. Il a participé avec l'artiste Patrick Demazeau dit MADE à DUOS DES ARBRES dans le parc du Pillat en juin 2008.

## Pensée
Guy Rottier distinguer trois sortes d'architecture :
- La chietecture : courante et rebutante ;
- L'ar-chitecture : artisanale, acceptable et fonctionnelle ;
- L'arTchitecture : exceptionnelle, dont son exemple préféré est la Chapelle Notre-Dame du Haut.

## Publications
- Guy Rottier, ArTchitecte, Éditions Alternatives, 2008, 124 p. (ISBN 9782862275567).

## Citation
« L'urbanisme est essentiellement politique, mais s'il n'y a souvent d'urbanisme que sur le papier, c'est que les hommes politiques n'ont généralement pas le courage de se lancer dans cette aventure, car l'urbanisme bien pensé n'est pas acceptable par la population.
Il ne s'agit pas d'une science démocratique. Pour être valable, les décisions devraient être prises par un minimum de responsables compétents. Et c'est là que le bât blesse : est-ce que l'homme politique, le maire ou le décideur de tout poil ont une formation suffisante leur permettant de parler sainement et sans parti pris d'un problème pour lequel ils n'ont pas été formés ? »
« L'architecture s'enseigne par des biais car c'est une suite de contradictions. Seule la technique est diplômable, mais cela ne suffit pas pour la formation de l'architecte. C'est l'environnement qu'il faut connaître et découvrir. Dans les  écoles d'architecture, on devrait enseigner tout sauf l'architecture. »